# ام‌تی‌بی ۳۴۵
ام‌تی‌بی ۳۴۵ (به انگلیسی: MTB 345) یک کشتی است که طول آن ۵۵ فوت (۱۶٫۷۶ متر) می‌باشد. این کشتی در سال ۱۹۴۱ ساخته شد.